# Пролапс мокраћне цеви
Пролапс мокраћне цеви или пролапс слузокоже мокраћне цеви  кружна је еверзија или извртање слузокоже мокраћне цеви кроз његов лумен, тако да део унутрашње облоге ове цеви наопако вири кроз спољашњи отвор мокраћне цеви. Тако настаје кружно избочење у облику крофне у отвору мокраћне цеви. Претежно се јавља код деце и жена у постменопаузи, а изузетно ретко код млађих одраслих пацијената.
Пролапс мокраћне цеви иако се лако дијагностикује и често је повезана са компликацијама, јер у пракси важи за недовољно дијагностикован ентитет не само због своје реткости, већ и због тога што клиничари - чак и специјалисти - нису упознати са овим стањем. Према томе правилна и рана дијагноза је кључ успешног и благовременог лечења.
Лечење може бити хируршко или конзервативно, иако је ово спорна тачка у медицинским круговима.

## Етиопатогенеза
Етиологија је нејасна. Једна од предложених хипотеза је недостатак естрогена, што би могло да оправда бимодалну старосну дистрибуцију болести.   Како после порођаја, постоји благи недостатак естрогена, то може објаснити ретке случајеве који се јављају у овом периоду.
Остали фактори који доприносе појави болести укључују:
- висок интраабдоминални притисак,

- трауму перинеума или уретре (укључујући катетеризацију),

- убризгавање средстава за повећање масе,

- сексуално злостављање

- инфекцију,

- малформација или слаба структура колагена, пошто многи пацијенти пријављују породичну историју хернија и вагиналног пролапса

Активности или животни догађаји попут подизања тешких предмета или порођаја могу повећати ризик од пролапса јер повећавају абдоминални притисак. Ово може ослабити или напрегнути мишиће карлице и потпорно ткиво.
Неки пацијенти могу имати генетску предиспозицију за слабе мишиће или ткива карличног дна. Ова ткива нормално подржавају мокрачну цев, тако да особе са природно слабијим ткивима могу имати инхерентну подложност пролапсу мокраћне цеви.
Старење доводи до губитка снаге мишића, укључујући снагу мишића дна карлице који подржавају мокраћну цев.
Други извори оптерећења и притиска на карлични регион и трбух такође могу повећати ризик од пролапса мокраћне цеви, тако да у отенцијалне изворе напрезања и притиска спадају:
- гојазност
- подизање тешког терета
- хронични затвор и напрезање током пражњења црева
- чест кашаљ
- фиброиди материце (неканцерозни тумори материце)
- полипи материце (претерани раст ћелија које се везују за материцу)

Претходне операције карлице, посебно због претходног пролапса уретре или другог пролапса карличних органа, могу повећати ризик од пролапса уретре. 

### Облици
Пролапс мокраћне цеви може бити: 
Некомпликован или компликован пролапс
Најчешћа презентација пролапс мокраћне цеви је некомпликовани пролапс, који може бити потпуно асимптоматски или присутан са мањим крварењем или благим болом. 
Компликован пролас је када постоји васкуларна тромбоза слузокоже, значајно крварење, бол, инфекција или задржавање мокраће. Како су ове компликације  заступљене у већини случајева то указује да ове компликације нису неуобичајене и да су брзо препознавање и да је лечење пролапс мокраћне цеви важно за њихово спречавање. 
Делимичан  или тоталан
Теорија је да пролапс мокраћне цеви почиње као делимични пролапс и постаје потпун. У многим случајевима потпуни пролапс постаје делимичан конзервативним мерама док нелечени делимични пролапс може постати потпун.

## Клиничка слика
Најчешћи клинички знаци пролапса мокраћне цеви су видљиво кружно испупчење које вири из спољашњег отвора мокраћне цеви, као и крварење из роднице у виду мрље или крвавих флека по доњем вешу или пеленама. Жене у постменопаузи са пролапсом мокраћне цеви имају веће шансе за појаву крви у мокраћи.
Ређе, пролапс мокраћне цеви изазива учестало мокрење или бол при мокрењу или сексуалним односима.
Понекад се пролапс умокраћне цеви јавља без уочљивих симптома, посебно код младих девојака.  
Код жена у постменопаузи, пролапс мокраћне цеви је обично праћен додатним симптомима, посебно болом при мокрењу, учесталим мокрењем и повећаном потребом за мокрењем ноћу.

## Дијагноза
Како је пролапс мокраћне цеви  неуобичајено је стање, које се чешће се јавља код препубертетских девојчица и жена у постменопаузи; ту могућност увек треба узети у обзир при процени и постављању дијагнозе периуретралне лезије код ових пацијената. 

## Диференцијална дијагноза
Диференцијална дијагноза укључује:
- неоплазме (вагинални рабдомиосарком, карцином уретре или папилом),
- брадавицу мокрачне цеви,
- полип или дивертикулум мокрачне цеви,
- Скенеовеову цисту,
- апсцес,
- ХПВ,
- пролапс уретерокеле,
- незупчани химен,
- сексуално злостављање.

## Терапија
Лечење  пролапса мокраћне цеви  је контроверзно и може бити хируршко или конзервативно. Избор начина лечења требало би да буде индивидуализовано, са конзервативним приступом одабраним асимптоматским или блажим случајевима и хируршком ексцизијом за компликоване или веома симптоматске пацијенте.
Конзервативна терапија
Кконзервативни приступ се у основи састоји од седеће купке и топикалне естрогенске креме током приближно 6 недеља и обичносе препоручује за благе или асимптоматске случајеве неефикасни. Успех конзервативног лечења је променљив, у распону од 33 до 92%, и чини се да је ефикаснији код девојчица у препубертетском периоду него код жена у постменопаузи. У неким случајевима може доћи до спонтаног решавања.
Хируршка терапија
Постоји много хируршких опција за лечење пролапса мокраћне цеви, од којих све укључују ресекцију пролапсиране слузокоже (преко катетера или не) и шивање слузокоже мокрачне цеви на меатус.

## Прогноза
Стопа рецидива са конзервативним лечењем је до 67%, док је операција повезана са већим стопама излечења и брзим ублажавањем симптома.